# آزمایش دانمارکی‌های کوچک
آزمایش دانمارکی‌های کوچک (انگلیسی: Little Danes experiment) نام یک برنامه پژوهشی دانمارکی است که در سال ۱۹۵۱م، به موقع اجرا گذاشته شد. طبق این برنامه ۲۲ کودک از اهالی بومی گرینلند به دانمارک فرستاده شده و تحت سرپرستی خانواده‌های دانمارکی قرار گرفتند. مقصود آن بود که این کودکان، طبق معیارهای دانمارکی رشد یافته و به دانمارک تعلق خاطر پیدا کنند. قرار بر این بود که همه کودکان از میان یتیمان انتخاب شوند، اما در عمل اکثر آنها یتیم نبودند. از این تعداد کودک، ۶ نفر توسط خانواده‌های دانمارکی به فرزند خواندگی پذیرفته شده و در دانمارک اقامت یافتند. مابقی که ۱۶ نفر می‌شدند، همگی به گرینلند، بازگشت داده شده و در پرورشگاه‌های دانمارکی زبان، جای گرفتند تا جدا از خانواده اصلی خود زندگی کنند. از این گروه، نیمی از کودکان دچار اختلالات روانی شدند و نیمی دیگر در اوایل بزرگسالی جان باختند. در سال ۲۰۲۰م، دولت دانمارک به دنبال درخواست های مکرر مقامات گرینلند، به‌طور رسمی از این کودکان عذرخواهی کرد.

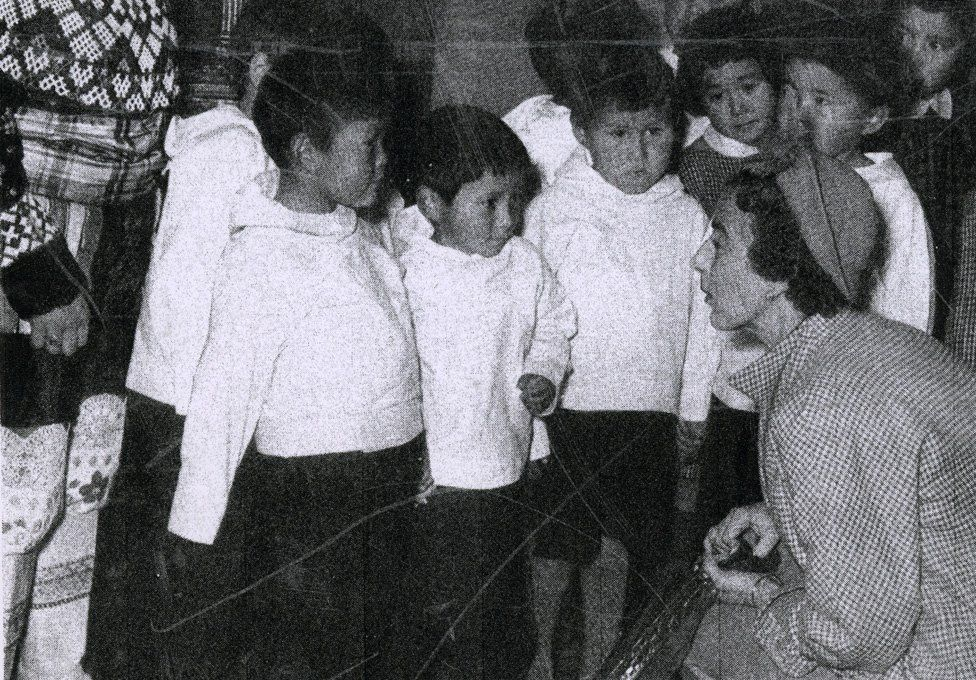
ملاقات ملکه دانمارک، اینگرید از اردوگاه گودکان گرینلندی در سال ۱۹۵۱م.

## پیشینه
به دنبال جنگ جهانی دوم، پاره ای از مقامات دولتی و سازمان‌های غیردولتی دانمارک، بر پایه این باور که جامعه گرینلند به اندازه کافی توسعه نیافته و نیازمند نوسازی است، تصمیم به برنامه‌ریزی، به منظور نوسازی اجتماعی گرینلند، گرفتند. این مقامات و سازمانها به همراهی صلیب سرخ و صندوق نجات کودکان یک برنامه پژوهشی را طراحی کرده و به موقع اجرا گذاشتند. طبق این برنامه، مقرر شد که تعدادی از کودکان بومی گرینلند، به دانمارک اعزام شده تا زبان دانمارکی بیاموزند و تحت سرپرستی خانواده‌های دانمارکی، طبق فرهنگ و معیارهای دانمارکی تربیت شوند. در ادامه، طبق گفته محقق مطالعات استعماری کلر لوئیز مک لیسکی، هدف از این پژوهش، تربیت گروهی ممتاز از دانمارکی‌های کوچک بود که به گرینلند، بازگشته و بتوانند بعدها زمام امور را در دست گرفته و گرینلند را در مسیر توسعه رهبری کنند. در بدو امر مقررات خاصی برای گزینش این کودکان وضع شده بود. از جمله اینکه همگی یتیم بوده و از سلامت روحی و جسمی برخوردار باشند و با مشاورت کشیش‌های گرینلندی انتخاب شوند.

## اجرای آزمایش
علی‌رغم اینکه قرار بود همه کودکان این طرح، از میان یتیمان انتخاب شده و ۶ ساله باشند، اما از آنجایی که کشیش‌های محلی قادر نبودند تعداد کافی از کودکان واجد شرایط را در محل بیابند، در اعمال این قرار قصور کردند. در نتیجه از گروه کودکان برگزیده، در عمل تنها ۶ نفر یتیم بودند و مابقی از خانواده خود جدا شدند. گروه برگزیده، در جمع ۲۲ نفر بود که از این تعداد ۱۳ نفر پسر و ۹ نفر دیگر دختر بودند. ضمن آنکه در زمان شروع آزمایش، یکی از این کودکان ۹ سال تمام داشت. گروه ۲۲ نفری منتخب، در ماه مه سال ۱۹۵۱م، از  نوک به دانمارک اعزام شد. دانمارک، کشوری غریب که یکی از کودکان این گروه، هرگز حتی نامی از آن نشنیده بود. به محض رسیدن گروه، به کپنهاگ، از بیم ابتلای کودکان به بیماریهای مسری، به ابتکار صندوق نجات کودکان، همه آنها در قرنطینه قرار داده شدند. این قرنطینه تا آخر تابستان آن سال به طول انجامید و در طول آن یکی از کودکان دچار درماتیت شد. در مدتی که کودکان در اردوگاه تعیین شده تحت قرنطینه به‌سر می‌بردند، یکبار توسط ملکه دانمارک، اینگرید، مورد ملاقات واقع شده و از این ملاقات عکس برداری شد. یکی از کودکان بعدها ادعا کرد که در آن زمان، چیزی از این ملاقات نفهمیده و اینکه ناخشنودی عمومی کودکان از این آزمایش، با توجه به چهره‌های غیر بشاشی که از آنها در عکس ثبت شده، به روشنی مشهود است.
پس از انقضای مدت قرنطینه، هر یک از کودکان، تحت سرپرستی یک خانواده دانمارکی قرار گرفت. در این دوره کودکان ضمن فراگرفتن زبان دانمارکی، زبان مادری خود را فراموش کردند. قرار قبلی این بود که همه کودکان پس از ۶ ماه آموزش به گرینلند بازگشته و ضمن اقامت در یک پرورشگاه اختصاصی به آموزش آنها ادامه داده شود. اما ساخت پرورشگاهی که برای این مقصود در نظر گرفته شده بود، پیش از پایان، متوقف شد. در نتیجه ۶ نفر از کودکان توسط خانواده‌های دانمارکی به فرزند خواندگی پذیرفته شدند. ۱۶ نفر مابقی به گرینلند، بازگردانده شدند. طبق مدارک بایگانی شده، این ۱۶ نفر، در میان کودکان، بهترین بودند و هیچ‌کدام از آنها نباید مجدداً به خانواده خود ملحق می‌شد. هرچند اگر هم چنین الحاقی صورت می‌گرفت، زبان مشترک از یاد کودکان رفته بود.

## پی آمد آزمایش
شانزده کودک ممتازی که به گرینلند بازگشتند، همگی در یک پرورشگاه سکنی داده شده و از تماس با افراد متفرقه، به غیر از کارکنان پرورشگاه که به زبان دانمارکی سخن می‌گفتند، منع شدند. با این حال همه این ۱۶ نفر قبل از سال ۱۹۶۰م، پرورشگاه را ترک گفته و بخش عمده زندگی خود را در خارج از گرینلند، به‌سر بردند. از این تعداد، نزدیک به نیمی از کودکان، در طول زندگی خود، دچار اختلالات روانی شده، به مواد مخدر آلوده یا اقدام به خودکشی کردند. نیمی از این کودکان در اوایل دوران بزرگسالی خود مردند. به گفته یکی از بازماندگان این گروه، آنها دچار نوعی از خود بیگانگی و انزوای فرهنگی شده و هدف خود در زندگی را از دست داده بودند.
نمونه‌های اصلاح شده‌ای از همین برنامه، در دهه‌های ۱۹۶۰ و ۱۹۷۰م، به آزمایش گذاشته شد. در نمونه بهبود یافته، کودکان تنها مدت کوتاهی از خانواده خود جدا شده و بعد از اتمام دوره تربیتی به خانواده خود، بازگردانده شدند. با این حال تأثیر نمونه‌های اصلاح شده نیز منفی بود.
در سال ۱۹۹۶م، یک کارمند بایگانی دانمارک برای یکی از دخترانی که تحت این آزمایش واقع شده بود، حقیقت را فاش کرد. دو سال بعد صلیب سرخ دانمارک ضمن ابراز همدردی، تأسف خود را از شرکت در این طرح برملا کرد. در سال ۲۰۰۹م، کوپیک کلایست، نخست‌وزیر گرینلند، خواستار عذرخواهی دولت دانمارک، بابت اجرای این طرح شد. همین خواسته از سوی سوسیال دموکرات‌های دانمارک نیز تکرار شد. آنها آزمایش را فصلی سیاه در تاریخ دانمارک نامیدند و خواستار تشکیل یک کمیسیون تحقیق در این خصوص شدند. اما لارس لوکه راسموسن، نخست‌وزیر دانمارک از عذرخواهی امتناع کرد و گفت: «تاریخ را نمی‌توان بازنوشت. دوران استعماری بخشی تفکیک‌ناپذیر از تاریخ مشترک ما با گرینلند است. ما باید از اینکه آن دوران سپری شده، خرسند باشیم». از طرف دیگر صندوق نجات کودکان، از مشارکت در این طرح به عذرخواهی پرداخت و اعتراف کرد که اسناد مرتبط احتمالاً به عمد از بین رفته‌است. در سال ۲۰۱۵م، صندوق نجات کودکان، بار دیگر ضمن عذرخواهی، اعلام کرد که در آینده هرگز در برنامه‌هایی از این سنخ مشارکت نخواهد داشت. با تغییر دولت و روی کار آمدن هله تورنینگ-اشمیت، نخست‌وزیر سوسیال دموکرات دانمارک نیز مانند سلف خود از عذرخواهی امتناع، و از شرکت در تحقیقات خودداری کرد.در سال ۲۰۱۹م، دو عضو پارلمان گرینلند، مجدداً ضمن طلب عذر خواهی دانمارک، خواستار تشکیل یک کمیسیون تحقیق شدند. در این نوبت راسموسن، سرانجام با تشکیل کمیسیون موافقت کرد، اما همچنان از عذرخواهی، امتناع ورزید. سال بعد پس از انتشار گزارش کمیسیون تحقیق، مته فردریکسن، نخست‌وزیر وقت دانمارک رسماً از نقش دولت دانمارک در شرکت در این آزمایش، عذرخواهی کرد. در این زمان تنها ۶ نفر از گروه کودکان باقی مانده بودند. در سال ۲۰۲۲م، دولت دانمارک اعلام کرد که از ۶ بازمانده آزمایش دانمارکی‌های کوچک، به صورت حضوری توسط نخست‌وزیر عذرخواهی به عمل آمده و به هر یک مبلغ ۲۵۰ هزار کرون دانمارک، غرامت پرداخت خواهد شد.